# Ivan Ordets
Ivan Ordets (Oekraïens: Іван Миколайович Ордець) (Volnovakha, 8 juli 1992) is een Oekraïens voetballer die bij voorkeur als centrale verdediger speelt. Hij staat onder contract bij Sjachtar Donetsk, waar hij doorstroomde vanuit de eigen jeugdopleiding. In 2014 debuteerde hij voor Oekraïne.

## Clubcarrière
Ordets is een jeugdproduct van Sjachtar Donetsk. In 2011 werd hij voor zes maanden uitgeleend aan Illitsjivets Marioepol. Echter kwam de centrumverdediger daar niet aan spelen toe. In januari 2013 werd hij opnieuw uitgeleend aan Illitsjivets Marioepol, ditmaal voor achttien maanden. In die periode scoorde de Oekraïner drie doelpunten uit 39 competitiewedstrijden voor de club uit Marioepol. In 2014 keerde Ordets terug bij Sjachtar Donetsk, waar hij nog een doorlopend contract heeft tot juni 2015.

## Interlandcarrière
Op 22 mei 2014 debuteerde Ordets voor Oekraïne. In de vriendschappelijke interland tegen Niger was hij beslissend met een doelpunt. De wedstrijd eindigde op 2–1. Op 18 november 2014 speelde hij zijn tweede interland tegen Litouwen. Die oefeninterland eindigde op 0–0.
| Interlands van Ivan Ordets voor Oekraïne | Interlands van Ivan Ordets voor Oekraïne | Interlands van Ivan Ordets voor Oekraïne | Interlands van Ivan Ordets voor Oekraïne | Interlands van Ivan Ordets voor Oekraïne | Interlands van Ivan Ordets voor Oekraïne | Interlands van Ivan Ordets voor Oekraïne |
| №                                        | Datum                                    | Wedstrijd                                | Uitslag                                  | Soort wedstrijd                          | Doelpunten                               | Assists                                  |
| Als speler bij → Illitsjivets Marioepol  | Als speler bij → Illitsjivets Marioepol  | Als speler bij → Illitsjivets Marioepol  | Als speler bij → Illitsjivets Marioepol  | Als speler bij → Illitsjivets Marioepol  | Als speler bij → Illitsjivets Marioepol  | Als speler bij → Illitsjivets Marioepol  |
| ---------------------------------------- | ---------------------------------------- | ---------------------------------------- | ---------------------------------------- | ---------------------------------------- | ---------------------------------------- | ---------------------------------------- |
| 1.                                       | 22 mei 2014                              | Oekraïne – Nigeria                       | 2 – 1                                    | Oefeninterland                           | 1                                        | 0                                        |
| Als speler bij Sjachtar Donetsk          |                                          |                                          |                                          |                                          |                                          |                                          |
| 2.                                       | 18 november 2014                         | Oekraïne – Litouwen                      | 0 – 0                                    | Oefeninterland                           | 0                                        | 0                                        |

Bijgewerkt t/m 28 december 2014.